# Wolverine
Wolverine este un supererou fictiv care apare în revistele de benzi desenate publicate de Marvel Comics. Personajul a apărut mai întâi în Incredibilul Hulk #180 (octombrie 1974) și a fost creat de scriitorul Len Wein și de regizorul artistic de la Marvel, John Romita Sr., care a desenat personajul iar apoi a fost mai întâi desenat pentru public de Herb Trimpe. Mai târziu, Wolverine s-a alăturat celorlalți X-Men în registrul "Cei noi, cei diferiți" din Giant-Size X-Men #1 (mai 1975). Autorul seriei X-Men, Chris Claremont a jucat un rol semnificativ în dezvoltarea ulterioară a personajului, asemenea artistului/scriitorului John Byrne, care a insistat să îl facă mai în vârstă decât celalți X-Men. Artistul Frank Miller a colaborat cu Claremont și a contribuit la editarea unei serii limitate, de patru numere cu titlul Wolverine, din septembrie până în decembrie 1982, în care a apărut pentru prima dată fraza lui Wolverine cea mai folosită: "Eu sunt cel mai bun în domeniul meu, însă domeniul meu nu este drăguț deloc".
Născut James Howlett, și cunoscut ca Logan, Wolverine este un mutant, posedând simțuri ascuțite de animal, capacități fizice mărite, gheare pornind de la os, care se retrag și o capacitate de vindecare permițându-i să își revină rapid după ce a fost rănit, după o boală sau intoxicație, făcându-l capabil să trăiască mai mult decât un om normal. Această capacitate de a se vindeca a permis desfășurarea programului supersoldat, arma 10 prin care au introdus aliajul de metal indestructibil, adamantium în schelet și în gheare fără să îl ucidă. Wolverine a fost unul dintre durii și numeroșii anti-eroi tipici, anti-authorității, care au apărut în cultura populră americană după Războiul din Vietnam; înclinația lui spre a folosi o forță ucigătoare și modul său de gândire au devenit caracteristice tipice pentru anti-eroul din cărțuliile comice până la finalul anilor 1980. Drept consecință, personajul a devenit în mod clar favoritul fanilor seriei cu poularitate crescândă, X-Men. Wolverine a fost eroul propriei sale serii începând din 1988 și a fost personajul principal în fiecare adaptare X-Men, inclusiv pe Lista de seriale de televiziune animate, în jocurile video și în filmele de acțiune ale casei de producție 20th Century Fox, X-Men film series, în care rolul lui e jucat de Hugh Jackman.
În mai 2008, Wolverine a ocupat locul #1 între "cei 200 de eroi de benzi desenate ai tuturor timpurilor în revista Wizard Magazine" și a ocupat locul #4 în "Lista celor 50 dintre cele mai grozave personaje de benzi desenate" în revista Empire din iulie 2008.

## Publicații
Wolverine a apărut mai întâi în tabloul final "de reclamă" al seriei Incredibilul Hulk #180 (data coperții fiind oct. 1974) scris de Len Wein și schițat de Herb Trimpe. Personajul a apărut apoi într-un număr de reclame în variate publicații ale editurii Marvel Comics la începutul lunii iulie (data coperții fiind noiembrie) înainte de prima lui apariție în Hulk #181 (data coperții fiind noiembrie 1974) desenat tot de Wein și Trimpe. John Romita, Sr. a schițat costumul lui Wolverine cu galben și albastru. Prezentarea personajului era îndoielnică, afirmând numai că era un agent supraomenesc al guvernului canadian. În aceste apariții, el nu își retrage ghearele, deși Len Wein a afirmat că și le-a imaginat întotdeauna ca fiind retractile. El apare puțin la finalul acestei povestiri în Hulk #182.

Wolverine ca membru X-Men, pe coperta Giant-Size X-Men #1 (mai 1975)

Următoarea apariție a lui Wolverine a avut loc în anul 1975 în Giant-Size X-Men #1, scris de Wein și desenat de Dave Cockrum, în care Wolverine este recrutat pentru o nouă echipă. Gil Kane, care a creat coperta revistei, a desenat din greșeală masca lui Wolverine diferit, cu niște căști mai largi. Lui Dave Cockrum i-a plăcut modificarea făcută de Kane (considerând-o a fi asemănătoare cu masca lui Batman) și a integrat-o în ilustrațiile sale pentru povestire. Cockrum a fost și primul artist care l-a desenat pe Wolverine fără mască, iar coafura lui distinctivă a devenit un semn marcant al personajului.
A urmat o reapariție a seriei X-Men, începând cu X-Men #94 (din aug. 1975), desenată de Cockrum și scrisă de Chris Claremont. În seria X-Men și X-Men Omenești, Wolverine este inițial pus în umbră de celelalte personaje, deși el generează tensiuni în cadrul echipei, fiind atras de prietena lui Cyclops, Jean Grey. Pe măsură ce progresează seria, Claremont și Cockrum (care preferau Nightcrawler) au considerat că  Wolverine trebuie scos din serial; succesorul lui Cockrum, artistul John Byrne, a apărat personajul, explicând mai târziu, fiind el însuși canadian, că nu a vrut să vadă un personaj canadian scos din serial. Byrne a creat Alpha Flight, un grup de supereroi canadieni care încearcă să îl recaptureze pe Wolverine din cauza cheltuielilor făcute de guvernul lor pentru antrenarea lui. Povestirile de mai târziu au stabilit treptat că Wolverine a avut un trecut întunecos și o natură instabilă, pe care își dă silința să și-o controleze. Byrne a desenat și un costum nou, cu maro și bronz pentru Wolverine, însă a renunțat la gluga distinctivă a lui Cockrum.
După plecarea lui Byrne, Wolverine a rămas în X-Men. Popularitatea crescândă a personajului a condus la o serie limitată, solo, în patru numere, numită Wolverine (între sept. și dec. 1982), de Claremont și Frank Miller, urmată de o ediție de șase numere numită Kitty Pryde și Wolverine de Claremont și Al Milgrom (între noiembrie 1984 și aprilie 1985). Marvel a lansat o carte solo scrisă Claremont cu desenele de John Buscema în noiembrie 1988. A avut 189 de numere. Mai târziu Larry Hama a preluat seria și a avut o perioadă lungă de apariție. Alți scriitori care au scris pentru cele două serii de Wolverine au fost Peter David, Archie Goodwin, Erik Larsen, Frank Tieri, Greg Rucka, and Mark Millar. Mulți artiști cunoscuți au muncit și ei la această serie, inclusiv John Byrne, Marc Silvestri, Mark Texeira, Adam Kubert, Leinil Francis Yu, Rob Liefeld, Sean Chen, Darick Robertson, John Romita, Jr., și Humberto Ramos. În anii 1990, personajul avea gheare de os, după ce i-a fost scos adamantiumul din oase, de către Magneto în X-Men #25, care au avut ca inspirație o glumă superficială a lui Peter David.
În plus, pe seria Wolverine și aparițiile din variate serii X-Men, două alte povestiri se extind asupra trecutului personajului: "Arma X", de artistul și scriitorul Barry Windsor-Smith, făcut serial în Marvel Comics Presents #72-84 (1991); și în Originea, o serie limitată, de șase numere de scriitorii Joe Quesada, Paul Jenkins, și Bill Jemas, dar și artistul Andy Kubert (între nov. 2001 și iulie 2002). O a doua serie solo, Wolverine: Originile, scrisă de Daniel Way, cu desene de Steve Dillon, a apărut în paralel cu a doua serie solo din Wolverine.

#### Originea care a fost mai întâi intenționată pentru Wolverine
În ciuda unor înterpretări greșite care susțin că Len Wein a intenționat mai întâi ca Logan să fie un pui de polifag american supus mutațiilor și care a fost obligat să evolueze în formă umanoidă de către High Evolutionary, însă Wein a negat cu tărie acest lucru:
| “ | Dacă admit că ideea mea a fost la început că ghearele lui Wolvie trebuie să se extindă de la exteriorul mănușilor lui... Eu nu am avut absolut niciodată intenția de a-l face pe Logan să fie un polifag american supus mutațiilor. Eu scriu povestiri despre oameni, nu despre animale evoluate (cu scuze în privința povestirlor pe care le-am scris despre High Evolutionary). Polifagul american supus mutațiilor a apărut la mult timp după ce eu nu am mai lucrat la cartea aceea. Nu sunt sigur dacă ideea a fost a lui Chris Claremont, sau de prietenul nostru decedat, căruia îi ducem dorul Dave Cockrum, sau de John Byrne cândni s-a alăturat ca artist, dar în mod sigur nu a pornit de la mine. | ” |

În X-Men #98 (din aprilie 1976), o analiză  biologică a lui Wolverine susține că el era cumva diferit de ceilalți X-Men, iar în X-Men #103, Wolverine spune că nu crede în spiriduși, la care îi răspunde spiridușul: "Poate că nici spiridușii nu cred în polifagi vorbitori."
Într-un articol despre evoluția lui Wolverine inclus într-o retipărire din 1986 a revistei Incredibilul Hulk #180-181, intitulat Incredibilul Hulk și Wolverine, Cockrum a spus că a intenționat să îl facă High Evolutionary să joace un rol vital în a-l face pe Wolverine om. Scriitorul Wein a vrut ca Wolverine să aibă vârsta unui tânăr adult, cu forță și abilitate supraumană asemănătoare cu Omul-păianjen. Acest lucru s-a schimbat când Wein a văzut desenul făcut de Cockrum al lui Wolverine fără mască, având 40 de ani. Wein a intenționat la început ca ghearele lui Wolverine să fie retractibile și să facă parte din mănușile lui, iar mănușile și ghearele să fie făcute din adamantium. Chris Claremont a declarat în cele din urmă că ele erau parte integrantă din anatomia lui Wolverine în X-Men #98 (din aprilie 1976).

## Caracterizare
După cum reiese din miniseria din 2001-2002 Originea, Wolverine s-a născut la sfârșitul secolului XIX în Canada, în familia unor proprietari bogați de plantații, primind numele James Howlett. 
Personajul devine adult într-o colonie minieră din Columbia Britanică de Nord, alegându-și numele de "Logan". Logan părăsește colonia și locuiește o perioadă de timp în sălbăticie printre lupi, apoi se-ntoarce în lumea civilizată, locuind alături de indienii Blackfoot. După moartea iubitei sale, care era o indiancă Blackfoot pe nume Silver Fox, s-a înrolat într-o unitate militară canadiană. Apoi Logan petrece o perioadă de timp în Madripoor, după care se stabilește în Japonia, unde se căsătorește cu Itsu și are un fiu pe nume Daken.
În timpul celui de al II-lea Război Mondial, Logan se alătură echipei Căpitanului America și își continuă cariera de soldat norocos și aventurier. Logan muncește pentru primul batalion canadian de parașutism și pentru CIA înainte de a fi recrutat de Echipa X, o unitate de operare sub acoperire.
Ca membru al Echipei X, lui Logan i se implantează amintiri false. El continuă să facă parte din echipă, reușind în cele din urmă să se elibereze de controlul mental și se alătură Ministerului de Apărare Canadian. Logan este apoi răpit de Weapon X, fiind ținut prizonier și este supus unor experimente, dar reușește să evadeze, după cum reiese din povestirea "Weapon X" scrisă de Barry Windsor-Smith care a apărut în Marvel Comics Presents. În timpul captivității sale, când a fost prizonierul lui Weapon X, i s-a introdus în oase adamantium incasabil.
Logan este apoi descoperit de James și Heather Hudson, care îl ajută să își reamintească obiceiurile oamenilor. După aceea, Logan, de data aceasta sub conducerea Departmentului H, muncește iarăși pentru Serviciile Secrete Canadiene. Logan devine Wolverine, unul dintre primii super-eroi ai Canadei. În prima sa misiune, el este trimis să oprească distrugerea cauzată de o încăierare între Hulk și Wendigo.
Profesorul Charles Xavier îl recrutează pe Wolverine pentru a face parte din echipa X-Men. Deziluzionat de munca pentru Serviciile Secrete Canadiene și intrigat de oferta lui Xavier, Logan demisionează din Departmentul H. Mai târziu se descoperă că, totuși, Profesorul X îi ștersese memoria lui Logan și l-a forțat să se alăture grupului X-Men, după ce Wolverine a fost trimis să îl ucidă pe Xavier. 
În X-Men #25 (1993), în punctul culminant al ediției "Atracție fatală" o combinație fictivă, super răufăcătorul Magneto extrage cu forța adamantiumul din scheletul lui Wolverine. Această traumă teribilă face ca forța sa de însănătoșire să se epuizeze și îl face să descopere și că ghearele sale sunt făcute de fapt din os. Wolverine părăsește echipa X-Men pentru o perioadă de timp, pornește într-o serie de aventuri de-a lungul cărora forța sa de însănătoșire este recuperată, mult mai ridicată și mai eficientă (datorită faptului că adamantiumul din oasele sale folosea o mare parte din forța sa de vindecare). După ce se întoarce la echipa X-Men, fiul lui Cable, Genesis îl răpește pe Wolverine și încearcă să re-introducă adamantium în scheletul său.  El nu reușește și face ca mutațiile suferite de Wolverine să fie mai rapide, ieșind de sub control. El este transformat pentru scurt timp într-o bestie semi-simțitoare, având mai multă putere fizică decât înainte, cu prețul unei părți din umanitatea sa. În cele din urmă, răufăcătorul Apocalypse îl ia prizonier pe Wolverine, îi șterge memoria și îl face să devină Călărețul Morții, re-introducând cu succes adamantiumul în scheletul său.  Wolverine învinge programul distrugător al lui Apocalypse și se întoarce la echipa X-Men.
În 2005, autorul Brian Michael Bendis l-a descris pe Wolverine ca făcând parte Răzbunătorii. În miniseria Casa M, Wolverine își recuperează memoria și se pregătește să se răzbune pe cei care i-au făcut rău. În Wolverine: Origini, cea de-a doua serie solo a personajului, Wolverine descoperă că are un fiu pe nume Daken, căruia i s-a  șters memoria și a fost transformat într-o armă vie de răufăcătorul Romulus, omul care i-a șters memoria și lui Wolverine. Apoi Wolverine pornește în misiune să îl salveze pe Daken și să îl oprească pe Romulus să mai facă rău cuiva. În 2008, scriitorul Mark Millar și artistul Steve McNiven a explorat o posibilitate de viitor pentru Wolverine într-o ediție de opt numere intitulată "Bătrânul Logan" care a debutat cu Wolverine #66.
Millar, autorul povestirii, a spus: "Este potrivit Cavalerul întunecat pentru Wolverine, de fapt. Seria întreagă se desfășoară în jurul celui mai cunoscut personaj de la Marvel din ultimii 40 de ani, având o viziune de distopie asupra universului Marvel și o perspectivă unică asupra viitorului lor. Eroii au dispărut, răufăcătorii au câștigat și mai sunt încă două generații până la apariția companiei Marvel pe care o știm cu toții".

### Abilități
Wolverine este un mutant cu numeroase îmbunătățiri naturale, dar și artificiale în fiziologia sa. Prima sa putere de mutant este procesul accelerat de însănătoșire, la care se face de obicei referire ca factorul de însănătoșire, care vindecă porțiunile rănite sau distruse din corpul său mult mai rapid decât poate un om normal să se vindece. Această putere ușurează îmbunătățirile artificiale la care a fost supus de programul lui Weapon X, în care scheletul său a fost întărit cu metalul indestructibil numit adamantium.
Descrierile vitezei și gradului de vindecare a lui Wolverine pot varia. La început, această abilitate a fost descrisă ca o vindecare rapidă a unor răni minore, dar scriitorii au mărit-o treptat de-a lungul anilor. După câțiva ani, factorul de vindecare al lui a fost descris ca vindecând răni grave în câteva zile sau ore. Alți scriitori au mărit ritmul factorului de vindecare al lui Wolverine astfel încât să poată vindeca total aproape oricare țesuturi deteriorate sau distruse în câteva secunde. Printre descrierile extreme ale factorului de vindecare al lui Wolverine este inclusă și vindecarea completă după ce a fost prins aproape în centrul unei explozii atomice și regenerarea totală a țesuturile moi ale corpului său, în câteva minute, după ce le-a incinerat din scheletul său. În Documentele lui Xavier, o serie de profiluri creată de Xavier care enumeră forțele și slăbiciunile celor din echipa X-Men, se afirmă că factorul de vindecare al lui Wolverine este mărit până la "niveluri incredibile" și este prezentată teoria că singurul mod prin care poate fi el oprit este să fie decapitat și să i se îndepărteze capul de lângă corp. Dacă un obiect compus din carbonadium este introdus și rămâne în interiorul corpului său, forțele sale de vindecare sunt încetinite mult deși nu sunt complet suprimate. Factorul său de vindecare încetinește și procesul său de îmbătrânire. În ciuda faptului că s-a născut la sfârșitul anilor 1800, el arată și are vitalitatea unui om în floarea vârstei. Deși acum și-a recuperat toate amintirile, abilitățile sale de vindecare pot provoca o recuperare mărită a traumei psihologice prin suprimarea amintirilor în care a suferit foarte mult.
Pe lângă vindecarea rapidă a traumelor fizice, factorul de vindecare al lui Wolverine îl face să fie extrem de rezistent la boli, droguri și toxine. Totuși, el suferă efectele imediate ale acestor substanțe; el a fost descris că era beat după dozaje mari de băuturi alcoolice, și a fost descris ca fiind drogat sau otrăvit în mai multe cazuri. Deși corpul său se vindecă, factorul său de vindecare nu suprimă durerea pe care o simte în timp ce este rănit.
Mutațiile lui Wolverine constau și în adaptarea corpului său la asemănarea cu un animal, inclusiv canini mari și trei gheare retractabile din interiorul fiecărui antebraț. Descrise la început ca fiind implanturi bionice create de programul lui Weapon X, ghearele sunt mai târziu descrise ca făcând parte natural din corpul său. Ghearele nu sunt făcute din cheratină, așa cum sunt făcute ghearele de animal, ci din os extrem de dens și pot tăia substanțe trainice, cum sunt metalele, lemnul și anumite varietăți de piatră. Antebrațele lui Wolverine nu au deschideri prin care să apară ghearele: ele taie pielea de fiecare dată când el le împinge afară, cu referiri ocazionale la faptul că simte o durere puternică de fiecare dată când apar ghearele sale.
Întregul schelet al lui Wolverine și inclusiv ghearele sale sunt pline, la nivel molecular, cu adamantium. Datorită structurii lor metalice incasabile, ghearele sale pot tăia aproape orice material solid cunoscut. Singurele excepții cunoscute sunt însuși adamantiumul și scutul Căpitanului America, compus dintr-un aliaj de vibranium și fier, singura substanță din universul Marvel cunoscută ca fiind mai durabilă decât adamantium (adamantium a fost o încercare de a imita în mod artificial aliajul din scutul Căpitanului America). Abilitatea lui Wolverine de a brăzda complet printr-o substanță depinde în special de cantitatea de forță pe care o exercită și de consistența acelei substanțe. Adamantiumul mărește forța loviturilor sale, mărind eficacitate abilităților sale de a ataca. Totuși, acest lucru îl face să devină slab dacă este atacat cu electricitate sau magneți.
Factorul de vindecare al lui Wolverine afectează și un număr de atribute fizice mărindu-le până la niveluri supraumane. Rezistența lui este suficient mărită până la un punct în care își poate folosi forțele timp de foarte multe ore, chiar și după ce i-au fost administrate niște tranchilizante puternice. Agilitatea și reflexele lui Wolverine sunt mărite până la niveluri dincolo de limitele fizice ale celui mai bun atlet uman. Datorită calităților constant regenerative ale factorului de vindecare, el își poate forța mușchii până dincolo de limitele corpului uman. Acest lucru, alături de forțarea constantă a mușchilor săi cu ajutorul a patruzeci și cinci de kg de adamantium, îi conferă putere supraumană. Deoarece prezența adamantiumului neagă limitele structurale naturale ale oaselor sale, el poate ridica sau muta greutăți care ar vătăma scheletul uman. El a fost descris rupând lanțuri oțel, ridicând oameni deasupra capului său cu o singură mână și aruncându-i într-un zid și ridicându-l pe Ursa Major deasupra capului său înainte de a-l arunca la distanță mare.
Simțurile lui Wolverine, cel al vederii, al mirosului și al auzului sunt toate suprauman de ascuțite. El poate vedea cu o claritate perfectă la distanțe mai mari decât pot oamenii obișnuiți, chiar dacă se află într-un loc aproape complet întunecat. Auzul său este mărit în mod asemănător, permițându-i să audă și sunetele pe care oamenii nu le aud, dar și sunete aflate la distanță. Wolverine este capabil să-și folosească simțul mirosului pentru a găsi țintele după miros, chiar dacă acel miros a fost erodat puțin de-a lungul timpului de factorii naturali. Acest simț îi permite și să identifice mutanții care își schimbă forma în ciuda altor forme pe care ei le pot lua.
Datorită scuturilor psihotronice cu nivel ridicat implantate de Profesorul Charles Xavier, mintea lui Wolverine este foarte rezistentă la asalturi telepatice și examinări. Mintea lui Wolverine posedă și ceea ce el numește "o rană a țesutului psihic" creată de atât de multe evenimente traumatice în cursul vieții sale. Aceasta funcționează ca un fel de apărare naturală, chiar și împotriva unui mediu atât de puternic ca Emma Frost.

### Deprinderi și personalitate
În perioada petrecută în Japonia și în alte țări, Wolverine devine expert efectiv în toate formele de arte marțiale și se familiarizează, fiind experimentat în toate stilurile de luptă de pe pământ. El este specialist în majoritatea armelor, inclusiv cele de foc, deși preferă armele cu tăiș. El a dovedit că are abilități suficiente pentru a-l înfrânge pe Shang-Chi și Căpitanul America în luptă corp la corp. El are și cunoștințe temeinice privind corpul și acupunctura. El este și un pilot desăvârșit și bine pregătit în domeniul spionajului și operațiunile sub acoperire.
Wolverine simte uneori o "mânie de luptător scandinav" în timpul luptelor. În această stare, el are stările intense și agresive ale unui animal înfuriat și este mai rezistent la atacul psihotronic. Deși detestă această stare, el recunoaște că i-a salvat viața de multe ori. În ciuda ușurinței sale aparente de a ucide, nu îi place să ucidă sau să se lase cuprins de mânia sa de luptător scandinav. Logan aderă la un cod cod de onoare și morală personală.
În contrast cu firea sa animalică, Wolverine este de fapt extrem de inteligent. Datorită duratei lungi a vieții sale, el a călătorit prin lumea întreagă și a acumulat cunoștințe multiple despre culturile și limbile străine. El poate vorbi engleza, japoneza, rusa, chineza, cheyenne, spaniola, araba, și lakota; el știe și puțină franceză, thai, vietnameză, germană, italiană, portugheză, coreană și Hindi . 
Când Forge îi urmărește semnele vitale lui Wolverine  în timpul unui antrenament în camera specială, el numește starea lui Logan fizică și mentală "echivalentă cu a unui gimnast  de nivel olimpic care execută un exercițiu care merită medalia de aur și simultan învinge patru calculatoare jucând șah în mintea sa."
Wolverine este frecvent descris ca un singuratic morocănos, luându-și mereu liber de la echipa X-Men pentru a-și rezolva probleme și chestiuni personale. El este adesea lipsit de respect și răzvrătit față de reprezentanții autorității, deși el este un aliat de încredere și un conducător capabil. El a fost mentor și un fel de tată pentru câteva tinere, în special Jubilee și Kitty Pryde având și relații romantice cu multe femei (mai ales cu Mariko Yashida), simțind și o atracție comună, dar neîmplinită față de Jean Grey, ceea ce a dus la conflicte pline de gelozie cu prietenul (mai târziu soțul) ei, Scott Summers.
Deși el este un luptător priceput, Wolverine este frecvent descris că se află în situații în care el acceptă de bună voie să fie rănit grav, atât de grav încât acele răni ar mutila sau ucide pe acei care nu au capacități de vindecare mărite, ca el. În asemenea situații, el se bazează pe factorul său de vindecare și pe scheletul de adamantium pentru a remedia pagubele. El este descris și uneori că acceptă intenționat să fie rănit, pentru diverse motive, inclusiv pentru a se elibera din captivitate, pentru intimidare, ca o strategie, sau pur și simplu pentru că are o fire necivilizată. Deși are o toleranță a durerii aproape supraumană, nu-i place să fie rănit și uneori trebuie să își dea silința să facă față situațiilor în care durerea extremă este inevitabilă.

## Alte versiuni
Fiind unul dintre personajele principale de la Marvel, Wolverine a fost adaptat și re-imaginat de multe ori. De exemplu, un număr din Exiluri cuprindea o planetă de polifagi americani. În Marvel Mangaverse, Wolverine este chiar fondatorul echipei X-Men. În Marvel Zombies, Wolverine este un zombi, alături de alte personaje importante de la Marvel. Benzile desenate Ultimate Marvel au încercat să îl fixeze pe Wolverine în titlul Ultimate X-Men de la început. Ultima versiune alternativă este cea din povestirea Bătrânul Logan, așezată într-o perioadă alternativă, peste 50 de ani, în viitor, când eroii supraumani din întreaga lume sunt morți. În această perioadă, Wolverine a îmbătrânit mult și a devenit pacifist.

## Adaptări

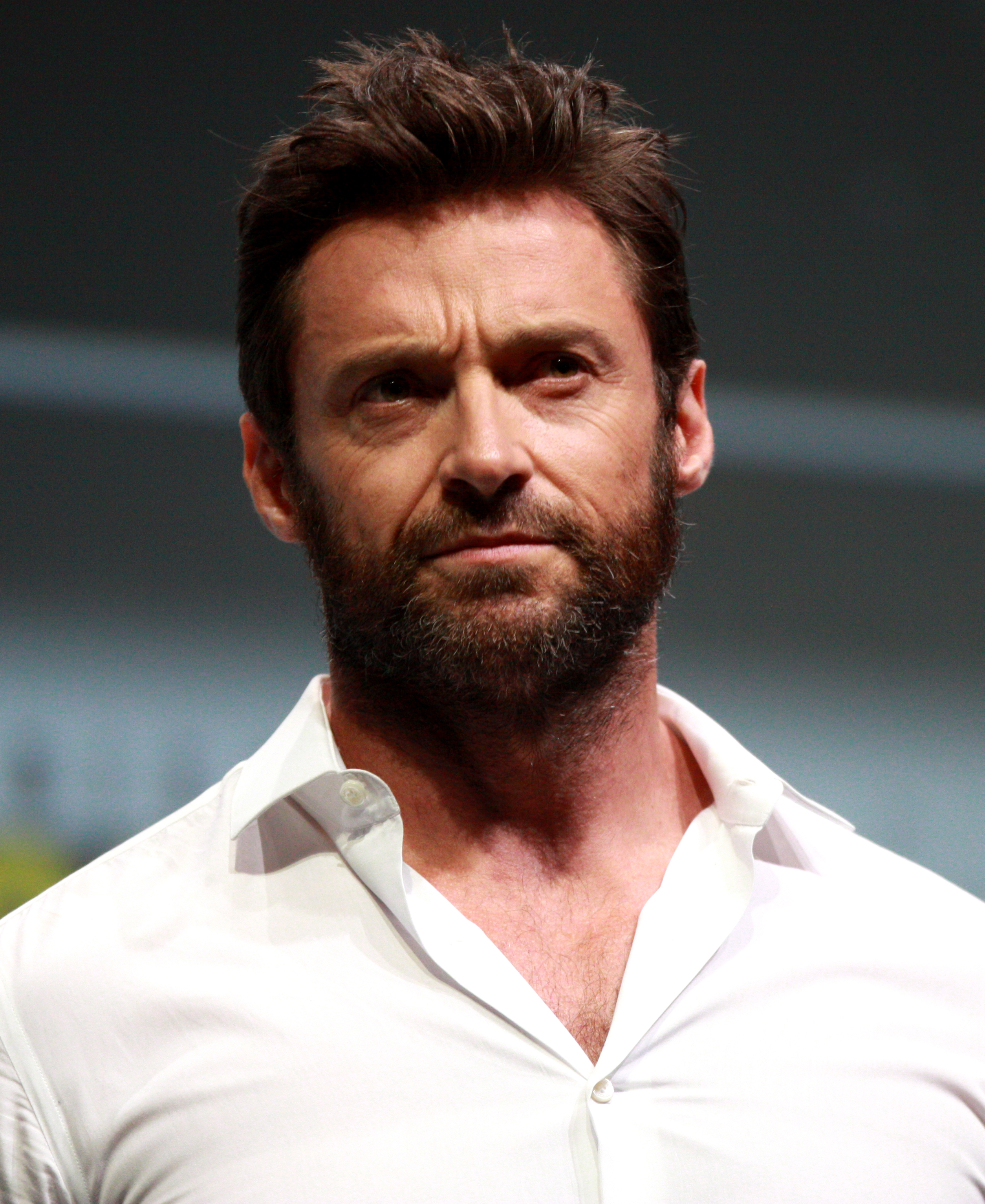
Hugh Jackman îl interpretează pe Wolverine în seria de filme X-Men.

Wolverine este unul dintre acele puține personaje X-Men care au fost incluse în fiecare adaptare din media a seriei X-Men, inclusiv filme, televiziune, jocuri video și de calculator, fiind singurul care a avut propriile sale jocuri video (e.g., X2: Răzbunarea lui Wolverine, X-Men Originile: Wolverine). 
Animația Marvel a terminat primul sezon al unei serii animate curente, "Wolverine și X-Men", în care Wolverine îi conduce pe X-Men pe când Charles Xavier și Jean Grey lipsesc. Seria a difuzat primul sezon întreg în Canada și este la mijlocul primului sezon în S.U.A. (difuzat pe canalul Nicktoons de la Nickelodeon, din mai 2009). Seazonul al doilea este în producție, iar seazonul trei a fost semnat pentru 26 de episoade. Seria cuprinde o descriere în stil Manga a lui Wolverine și a anumitor membrii X-Men.
20th Century Fox, în asociație cu Marvel Studios, a lansat o continuare a filmului X-Men bazată pe Wolverine, intitulată X-Men Originile: Wolverine, care îl are ca protagonist pe Hugh Jackman. Gavin Hood a regizat acest film, care a fost difuzat în S.U:A. la 1 mai 2009 și în 29 aprilie 2009 în Marea Britanie și Franța.
Troye Sivan joacă rolul lui Wolverine când era tânăr. Filmul se bazeză pe vremea petrecută de Wolverine în armată alături de Victor Creed/Sabretooth și apoi descrie modul în care, treptat, ei au devenit dușmani. William Stryker și Victor Creed sunt principalii adversari în film și sunt interpretați de actorii Danny Huston and Liev Schreiber.
În jocul Alianța de Bază Marvel Wolverine este unul dintre cele patru personaje principale, ceilalți fiind Spider-Man, Captanul America și Thor. El este personaj și the jocurile Legendele X-Men, Legendele X-Men II: Ascensiunea Apocalipsei și multe altele. (Vezi Lista jocurilor video cu X-Men pentru mai multe amănunte).

## Colecții
- Marvel Comics Presents: Wolverine Vol. 1 (Vol. 1 #1-10)
- Marvel Comics Presents: Wolverine Vol. 2 (Vol. 1 #39-50)
- Marvel Comics Presents: Wolverine Vol. 3 (Vol. 1 #51-61)
- Marvel Comics Presents: Wolverine Vol. 4 (Vol. 1 #62-71)
- Wolverine: Weapon X (Vol. 1 #72-84)
- Wolverine (Vol. 1 #1-4)
- Essential Wolverine Vol. 1 (Vol. 2 #1-23)
- Essential Wolverine Vol. 2 (Vol. 2 #24-47)
- Essential Wolverine Vol. 3 (Vol. 2 #48-69)
- Essential Wolverine Vol. 4 (Vol. 2 #70-90)
- Essential Wolverine Vol. 5 (Vol. 2 #91-110, Annual '96 & Uncanny X-Men #332)
- Wolverine: Not Dead Yet (Vol. 2 #119-122)
- X-Men vs. Apocalypse Vol. 1: The Twelve (Vol. 2 #146-147)
- X-Men vs. Apocalypse Vol. 2: Ages of Apocalypse (Vol. 2 #148)
- Wolverine Legends Vol. 3: Law of the Jungle (Vol. 2 #181-186)
- Wolverine Vol. 1: The Brotherhood (Vol. 3 #1-6)
- Wolverine Vol. 2:  Coyote Crossing (Vol. 3 #7-11)
- Wolverine Vol. 3: Return of the Native (Vol. 3 #12-19)
- Wolverine: Enemy of the State Vol. 1 (Vol. 3 #20-25)
- Wolverine: Enemy of the State Vol. 2 (Vol. 3 #26-32)
- House of M: World of M Featuring Wolverine (Vol. 3 #33-35)
- Wolverine: Origins and Endings (Vol. 3 #36-40)
- Wolverine: Blood and Sorrow (Vol. 3 # 41, 49 & Giant-Size Wolverine #1)
- Wolverine: Civil War (Vol. 3 #42-48)
- Wolverine: Evolution (Vol. 3 #50-55)
- Wolverine: The Death of Wolverine (Vol. 3 #56-61)
- Wolverine: Get Mystique (Vol. 3 #62-65)
- Wolverine: Origins Vol. 1 - BORN IN BLOOD (Wolverine: Origins #1-5)
- Wolverine: Origins Vol. 2 - SAVIOR (Wolverine: Origins #6-10)
- Wolverine: Origins Vol. 3 - SWIFT AND TERRIBLE  (Wolverine: Origins #11-15)
- Wolverine: Origins Vol. 4 - OUR WAR (Wolverine: Origins #16-20, Annual #1)
- Wolverine: Origins Vol. 5 - DEADPOOL (Wolverine: Origins #21-27)
- X-men: Original Sin (Wolverine: Origins #28-30, X-men: Orginal Sin one-shot, & X-Men: Legacy #217-218)
- Wolverine: First Class - The Rookie (Wolverine: First Class #1-4, Incredible Hulk #181)
- Wolverine: First Class - To Russia With Love (Wolverine: First Class #5-8)
- Wolverine: First Class - Wolverine by Night (Wolverine: First Class #9-12)